# Пам'ятки Врадіївського району
У Врадіївському районі Миколаївської області на обліку перебуває 6 пам'яток архітектури, 36 — історії та одна — монументального мистецтва.

## Пам'ятки архітектури
| №п/п | Охоронний номер | Найменування пам'ятки                  | Адреса                                | Рік                             | Автор                     | Фото |
| ---- | --------------- | -------------------------------------- | ------------------------------------- | ------------------------------- | ------------------------- | ---- |
| 1.   |                 | Адміністративний будинок (військкомат) | Смт Врадіївка, вул. Леніна            | II пол. XIX ст.                 | О. І. Тищенко             |      |
| 2.   |                 | Лікарня                                | Село Новопавлівка, вул. Першотравнева | 1897                            | О.І. Тищенко, І.І. Краузе |      |
| 3.   |                 | Земська школа                          | Село Новоолексіївка                   | 1909                            | О.І. Тищенко              |      |
| 4.   |                 | Земська школа                          | Село Новопавлівка                     | Кінець XIX ст. – початок ХХ ст. | О.І. Тищенко, І.І. Краузе |      |
| 5.   |                 | Церква                                 | Село Новопавлівка                     | початок ХХ ст.                  | О.І. Тищенко              |      |
| 6.   |                 | Церква                                 | Село Сирове                           | 1 пол. XIX ст.                  | О.І. Тищенко, Краузе І.І. |      |
|      |                 |                                        |                                       |                                 |                           |      |

## Пам'ятки історії
| 1.  | 1526 | Пам'ятний знак на честь визволення Врадіївки від німецько-фашистських загарбників (пушка);                                              | Смт Врадіївка, вул. Героїв Врадіївщини                           | 1978           |
| 2.  | 298  | Братська могила радянських воїнів (9 чоловік).                                                                                          | Смт Врадіївка вул. Калініна, ріг Олександра Невського, кладовище | 1965           |
| 3.  | 299  | Братська могила радянських воїнів (20 Невідомих воїнів).                                                                                | Смт Врадіївка вул. Кірова, кладовище                             | 1972           |
| 4.  | 300  | Меморіальний комплекс братська могила радянських воїнів (92 чоловіки); пам’ятний знак на честь воїнів-земляків, загиблих у роки ВВВ.    | Смт Врадіївка вул. Маяковського                                  | 1973, рек 1981 |
| 5.  | 869  | Братська могила радянських воїнів (9 чоловік).                                                                                          | Смт Врадіївка вул. Суворова, кладовище                           | 1973           |
| 6.  | 870  | Могила Героя Радянського Союзу гвардії майора авіації Гросула І.Т.                                                                      | Смт Врадіївка вул. Суворова, кладовище                           | 1974           |
| 7.  | 864  | Пам'ятний знак на честь воїнів-земляків, загиблих у роки ВВВ.                                                                           | Село Адамівка, біля будинку контори                              | 1969           |
| 8.  | 865  | Братська могила радянських воїнів (2 чоловіки) та пам’ятний знак на честь воїнів-земляків, загиблих у роки ВВВ (пам’ятник комплексний). | Село Бобрик, кладовище                                           | 1967           |
| 9.  | _    | Могила рядового Сергія Маркова, який загинув при обороні села Богемка у 1941 році.                                                      | Село Богемка, кладовище                                          | 1986           |
| 10. | 866  | Пам'ятний знак на честь воїнів-земляків, загиблих у роки ВВВ.                                                                           | Село Богемка, біля контори                                       | 1966           |
| 11. | 867  | Пам'ятний знак на честь воїнів-земляків, загиблих у роки ВВВ.                                                                           | Село Великовеселе, кладовище                                     | 1967           |
| 12. | 868  | Могила Невідомого радянського воїна. | Село Веселий Лан, кладовище                                      | 1960           |
| 13. | _    | Пам'ятний знак на честь воїнів-земляків, загиблих у роки ВВВ.                                                                           | Село Гражданівка, центр села                                     | 1986           |
| 14. | 301  | Пам'ятний знак на честь воїнів-земляків, загиблих у роки ВВВ.                                                                           | Село Гуляницьке, кладовище                                       | 1965           |
| 15. | 872  | Пам'ятний знак на честь воїнів-земляків, загиблих у роки ВВВ.                                                                           | Село Доброжанівка, біля школи                                    | 1967           |
| 16. | 873  | Пам'ятний знак на честь воїнів-земляків, загиблих у роки ВВВ.                                                                           | Село Жовтневе, парк у центрі села                                | 1970           |
| 17. | 874  | Пам'ятний знак на честь воїнів-земляків, загиблих у роки ВВВ.                                                                           | Село Захарівка, напроти контори                                  | 1973           |
| 18. | 875  | Могила Невідомого радянського воїна, який загинув при визволенні села Зимницьке 1944 року.                                              | Село Зимницьке, кладовище                                        | 1972           |
| 19. | 876  | Пам'ятний знак на честь воїнів-земляків, загиблих у роки ВВВ.                                                                           | Село Іванівка, навпроти школи                                    | 1973           |
| 20. | 884  | Пам'ятний знак на честь воїнів-земляків, загиблих у роки ВВВ.                                                                           | Село Йосипівка, кладовище                                        | 1966           |
| 21. | 302  | Пам'ятний знак на честь воїнів-земляків, загиблих у роки ВВВ.                                                                           | Село Краснопіль, центр села                                      | 1970           |
| 22. | 877  | Пам'ятний знак на честь воїнів-земляків, загиблих у роки ВВВ.                                                                           | Село Кумари центр села                                           | 1973           |
| 23. | 878  | Пам'ятний знак на честь воїнів-земляків, загиблих у роки ВВВ.                                                                           | Село Макієве кладовище                                           | 1967           |
| 24. | 880  | Пам'ятний знак на честь воїнів-земляків, загиблих у роки ВВВ.                                                                           | Село Нововасилівка центр села                                    | 1975           |
| 25. | 879  | Пам'ятний знак на честь воїнів-земляків, загиблих у роки ВВВ.                                                                           | Село Новоолексіївка кладовище                                    | 1967           |
| 26. | 881  | Могила Невідомого радянського воїна, який загинув при визволенні села Новопавлівка 1944 року.                                           | Село Новопавлівка кладовище                                      | 1966           |
| 27. | 882  | Братська могила радянських воїнів, кількість не встановлена;                                                                            | Село Новопавлівка (Сабовське кладовище)                          | 1966           |
| 28. | 304  | Пам'ятний знак на честь воїнів-земляків, загиблих у роки ВВВ.                                                                           | Село Новостепанівка (кладовище)                                  | 1966           |
| 29. | 885  | Братська могила радянських воїнів (кількість не встановлена)                                                                            | Село Острогірське                                                | 1966           |
| 30. | 305  | Братська могила радянських воїнів (22 особи).                                                                                           | Село Сирове, біля будинку колгоспу                               | 1965           |
| 31. | 305а | Пам'ятний знак на честь воїнів-земляків, загиблих у роки ВВВ.                                                                           | Село Сирове, центр села                                          | 1975           |
| 32. | 306  | Пам'ятний знак на честь воїнів-земляків, загиблих у роки ВВВ та ветеранів праці;                                                        | Село Тарасівка, кладовище                                        | 1966           |
| 33. | 886  | Пам'ятний знак на честь воїнів-земляків, загиблих у роки ВВВ.                                                                           | Село Федорівка, центр села                                       | 1973           |
| 34. | 307  | Пам'ятний знак на честь воїнів-земляків, загиблих у роки ВВВ.                                                                           | Село Филимонівка, кладовище                                      | 1966           |
| 35. | 887  | Братська могила радянських воїнів (кількість не встановлена)                                                                            | Село Шевченко (кладовище)                                        | 1968           |
| 36. | 308  | Пам'ятний знак на честь воїнів-земляків, загиблих у роки ВВВ.                                                                           | Село Юр’ївка, кладовище                                          | 1966           |
|     |      | |                                                                  |                |

## Пам'ятки монументального мистецтва
| №п/п | Охоронний номер | Найменування пам'ятки        | Адреса          | Рік  | Автор       | Фото |
| ---- | --------------- | ---------------------------- | --------------- | ---- | ----------- | ---- |
| 1.   | 311             | Пам'ятник Т. М. Гуляницькому | Село Гуляницьке | 1967 | Ск. Високін |      |
|      |                 |                              |                 |      |             |      |